# Antillicharis palans
Antillicharis palans är en insektsart som beskrevs av Otte, D. och Perez-gelabert 2009. Antillicharis palans ingår i släktet Antillicharis och familjen syrsor. Inga underarter finns listade i Catalogue of Life.